# نقد اقتصاد سیاسی
نقد اقتصاد سیاسی (به انگلیسی:Critique of political economy) یا نقد اقتصاد (به انگلیسی:critique of economy) شکلی از نقد اجتماعی است که مقوله‌ها و ساختارهای اجتماعی مختلف را که گفتمان جریان اصلی را در مورد اشکال و شیوه‌های تخصیص منابع و توزیع درآمد در اقتصاد را تشکیل می‌دهند، رد و نقد می‌کند. به گفته و باور مننقدان اقتصاد سیاسی، این نقد همچنین استفاده اقتصاددانان از اصل موضوع غیر واقع‌گرایانه در علم اقتصاد، مفروضات تاریخی نادرست و استفاده هنجاری از روایت‌های توصیفی مختلف است را رد و نقد می‌کند. همچنین گرایش اقتصاددانان جریان اصلی به فرض کردن اقتصاد به عنوان یک مقوله اجتماعی پیشینی در نقد اقتصاد سیاسی مورد بحث و نقد است.
کسانی که به نقد اقتصاد می‌پردازند تمایل دارند این دیدگاه را رد کنند که «اقتصاد و مقوله‌های آن را باید شایع و ثابت در تمام دوره‌های تاریخی (فراتاریخی) دانست». منتقدان اقتصاد سیاسی بیشتر استدلال می‌کنند که اقتصاد شیوه نسبتاً جدیدی از توزیع منابع است که همراه با مدرنیته ظهور کرده. از این رو، اقتصاد صرفاً یکی از انواع روش‌های خاص تاریخی برای توزیع منابع دانسته می‌شود.
منتقدان اقتصاد وضعیت معین خود اقتصاد را نقد می‌کنند و از این رو هدفشان ایجاد نظریه‌ای در مورد چگونگی اداره اقتصاد نیست. منتقدان اقتصاد معمولاً آنچه را که معمولاً از به عنوان اقتصاد از آن یاد می‌شود به‌عنوان مجموعه‌ای از مفاهیم متافیزیکی، و همچنین رویه‌های اجتماعی و هنجاری می‌دانند، و نه نتیجه «قوانین اقتصادی که خود بدیهی هستند». از این رو، منتقدان اقتصاد همچنین تمایل دارند دیدگاه‌هایی را که در حوزه علوم اقتصادی رایج است، ناقص یا صرفاً شبه علم بدانند.
امروزه نقدهای متعددی از اقتصاد سیاسی وجود دارد، اما وجه اشتراک آنها، نقد چیزی است که منتقدان اقتصاد سیاسی تمایل دارند آنرا به نوعی جزم‌اندیشی تلقی کنند: یعنی ادعای «اقتصاد» به عنوان یک مقوله اجتماعی ضروری و فراتاریخی.
از نمونه چهره‌های شاخص و تأثیرگذار اصلی در نقد اقتصاد سیاسی می‌توان به جان راسکین (که یکی از آثار او توسط مهاتما گاندی نیز ترجمه شده)، کارل مارکس، فریدریش انگلس و متفکران بعدی مارکسیستی اشاره کرد.

## تفاوت بین منتقدان اقتصاد و منتقدان مسائل و مشکلات اقتصادی
منتقدان اقتصاد رویکردی هستی‌شناسانه‌تری به خود می‌گیرد و نویسندگان آن مفاهیم اساسی و مقوله‌های اجتماعی را که اقتصاد را به عنوان یک موجودیت بازتولید می‌کنند، نقد می‌کنند. در حالی که سایر نویسندگان، که منتقدان اقتصاد سیاسی آنها را تنها برای پرداختن به پدیده‌های سطحی «اقتصاد» در نظر می‌گیرند، درک طبیعی از این فرآیندهای اجتماعی دارند.
از این رو، تفاوت‌های معرفت‌شناختی بین منتقدان اقتصاد و اقتصاددانان نیز می‌تواند گاهی بسیار زیاد باشد.
در نگاه منتقدان اقتصاد سیاسی، منتقدان مسائل اقتصادی صرفاً «عملکردهای معین» را در تلاش برای «نجات» ضمنی یا صریح اقتصاد سیاسی تجویز و نقد می‌کنند. این نویسندگان ممکن است برای مثال درآمد پایه‌ای همگانی را پیشنهاد کنند یا یک اقتصاد دستوری را اجرا کنند.

## نمونه اشخاص دیگر این حوزه

### اشخاص معاصر

#### جامعه‌شناسان
- اورلاندو پترسون، استاد جامعه‌شناسی جان کاولز در دانشگاه هاروارد ادعا کرده‌است که اقتصاد یک شبه علم است.[۲۹]

#### فیلسوفان
- اسلاوی ژیژک[۳۰]

### اشخاص تاریخی

#### مورخان
- توماس کارلایل[۳۱]
- رومن روزدولسکی.[۳۲]

#### شاعران
- کارل جوناس لاو المکویست[۳۳]
- آوگوست استریندبری[۳۴]

#### متفرقه
- پل لافارگ[۳۵]

### مقالات

#### مقالات عمومی
- (In Swedish) - Mortensen, Anders - Att göra "penningens genius till sin slaf". Om Carl Jonas Love Almqvists romantiska ekonomikritik - Vetenskapssocieteten i Lund. Årsbok.

#### مقالات تحقیقی
- Granberg, Magnus "Reactionary radicalism and the analysis of worker subjectivity in Marx’s critique of political economy"

### کتاب‌ها

#### نقد اقتصاد سیاسی
- ژان بودریار - آیینه تولید
- ژان بودریار - For a Critique of the Political Economy of the Sign
- Bonefield Werner, (2014) Critical theory and the critique of political economy: on subversion and negative reason
- Gibson-Graham, J. K. - The End of Capitalism (As We Knew It): A Feminist Critique of Political Economy
- Bernard Steigler - For a New Critique of Political Economy

#### نقد مارکس از اقتصاد سیاسی
- Murray, Patrick (2016), The mismeasure of wealth - Essays on Marx and social form. - Brill
- Pepperell, Nicole (2010), Disassembling Capita], RMIT University
- Postone, Moishe (1993) - Time, Labor and Social Domination

##### Neue Marx-Lektüre
- Elbe, Ingo (2010). Marx Im Westen. Die neue Marx-Lektüre in der Bundesrepublik seit 1965 [Marx in the west. The new reading of Marx in the Federal Republic since 1965]. Berlin: Akademie Verlag. ISBN 978-3-05-006121-4. OCLC 992454101.

##### تاریخی
- Bryer, Robert - Accounting for History in Marx's Capital: The Missing Link
- Kurz, Robert, 1943-2012, Schwarzbuch Kapitalismus: ein Abgesang auf die Marktwirtschaft (also known as: The Satanic Mills) - 2009 - Erweit. Neuasg. شابک ‎۹۷۸−۳−۸۲۱۸−۷۳۱۶−۹ISBN ۹۷۸-۳-۸۲۱۸-۷۳۱۶-۹
- Pilling, Geoff - Marx's Capital, Philosophy and Political Economy

##### آثار کلاسیک
- Lietz, Barbara (1987). "Ergänzungen und Veränderungen zum ersten Band des Kapitals (Dezember 1871 - Januar 1872)" [Additions and changes to the first volume of Das Kapital (December 1871 - January 1872)]. Marxistische Studien: Jahrbuch des IMSF. Vol. 12. p. S. 214–219. OCLC 915229108.
- Marx, Karl - Grundrisse
- Ruskin, John, Unto this Last LibriVox.

### جستارها
- Postone, Moishe - Necessity, Labor and Time: A Reinterpretation of the Marxian Critique of Capitalism